# Antivodik
Antivodik je antimaterijski dvojnik vodika. Običajni atom vodika je sestavljen iz elektrona in protona. Antivodik pa je sestavljen iz pozitrona (namesto elektronske ovojnice) in antiprotona (v jedru). 

## Zgodovina
Prvi atom antivodika so naredili v raziskovalnem središču CERN v letu 1995 s pomočjo pospeševalnika LEAR (Low Energy Antiproton Ring). Antivodik so izdelali z usmerjanjem curka antiprotonov v skupino ksenonovih atomov. Ko so prišli antiprotoni blizu ksenonovega jedra, je nastal par elektron-pozitron in z nekaj verjetnosti bi lahko trdili, da je antiproton zajel pozitron in nastal je antivodik. Verjetnost za nastanek antivodika je bila samo 10−19. Ta način torej ni primeren za izdelavo uporabnih količin antivodika. 
Do sedaj tvorjeni atomi antivodika so imeli izredno visoko temperaturo (nekaj tisoč K), zadeli so steno naprave in se anihilirali. Še težje je narediti antidevterij, antitritij ali celo antihelij. Do sedaj so uspeli narediti samo antidevterij in antihelij-3.
V letu 2016 so v CERN pridobili emisijski spekter antivodika.